# Hans Hellmut Kirst
Hans Hellmut Kirst, född 5 december 1914 i Osterode, Ostpreussen, död 23 februari 1989 i Bremen, var en tysk författare. Han blev mycket framgångsrik som författare av underhållningslitteratur.

## Biografi
Kirst var son till en polisman och inträdde på faderns inrådan 1933 som beredskapssoldat i tyska Riksvärnet. Något senare stationerades han vid tyska flygvapnets (Luftwaffe) kontraspionageavdelning i Königsberg. Under andra världskriget blev han så småningom Oberleutnant (ungefär motsvarande löjtnant i Sverige) och i slutet av kriget "nationalsocialistisk ledningsofficerare" i Bayern och lärare i krigshistoria. Efter kriget betraktades han av den amerikanska ockupationsmakten som nazistsympatisör och tillbringade nio månader i ett amerikanskt interneringsläger i Garmisch; något medlemskap i det nazistiska partiet NSDAP har dock inte påvisats.
År 1947 bosatte han sig i München och försörjde sig som gatuarbetare, trädgårdsarbetare och dramaturg och samtidigt började han skriva. Hans första roman, Wir nannten ihn Galgenstrick, utgavs 1950 och fram till sin död blev det omkring 60 böcker. Kirst skrev främst om andra världskriget, dess efterspel och om Tysklands uppdelning i två stater.

## Verk
20 juli och Blodigt allvar handlar om attentatet mot Hitler 20 juli 1944 respektive Hitlers interna utrensning (av SA och Ernst Röhm med flera 30 juni 1934) och är romaner som bygger på kända fakta. Med "08/15" avses den fiktive korpral Asch; totalt skrev Kirst fem romaner om denne. Röd gryning beskriver "sovjetiseringen" av Östeuropa efter kriget. I Klart slut, som också utspelar sig strax efter kriget, städar den amerikanska armén upp i Tysklands södra delar - och ändamålen får helga medlen. Modell 65 varnar i satirisk form för nynazism.

## Romaner (urval)
- Korpral Asch gör revolt (översättning Göran Gelin, Lindblad, 1954) (Null-acht fünfzehn. Die abenteuerliche Revolte des Gefreiten Asch)
- 08/15 i fält (översättning Arnold Åkesson, Lindblad, 1955) (Null-Acht Fünfzehn im Krieg)
- 08/15 - farväl (översättning Gulli Lundström-Michanek, Lindblad, 1956) (Null-acht fünfzehn bis zum Ende, 1955)
- Officersfabriken (översättning Emil Bourin, B. Wahlström, 1963) (Fabrik der Offiziere, 1960)
- Löjtnanten är galen (översättning Ingmar Forsström, Folket i bild, 1963) (Wir nannten ihn Galgenstrick)
- Skuggan från fronten (översättning Ingemar Lundberg, Tiden, 1964) (Kameraden)
- Generalernas natt (översättning Eva Berlin, B. Wahlström, 1964) (Die Nacht der Generale, 1962)
- Modell 65 (översättning Eva Berlin, B. Wahlström, 1965) (08/15 heute)
- 20 juli: en roman om attentatet (översättning Eva Berlin, B. Wahlström, 1966) (Aufstand der Soldaten, 1965)
- Röd gryning (översättning Eva Berlin, B. Wahlström, 1967) (Kultura 5 und der rote Morgen, 1958)
- Klart slut! (översättning Eva Berlin, B. Wahlström, 1968) (Letzte Station Camp 7, 1966; ursprungligen utgiven som Sagten Sie Gerechtigkeit, Captain?)
- Sanningen om Sorge (översättning Eva Berlin, B. Wahlström, 1969) (Die letzte Karte spielt der Tod)
- Arma satar (översättning Eva Berlin, B. Wahlström, 1970) (Kein Vaterland, 1968)
- Milda makter (översättning Eva Berlin, B. Wahlström, 1971) (Faustrecht)
- Varggropen (översättning Ole Blegel, B. Wahlström, 1972) (Die Wölfe, 1967)
- Operation München (översättning Ole Blegel, B. Wahlström, 1972) (Verdammt zum Erfolg)
- Segerns sötma (översättning Christer Ellsén, B. Wahlström, 1973) (Held im Turm)
- I sanningens namn (översättning Eva Liljengren, B. Wahlström, 1974) (Verurteilt zur Wahrheit)
- Mogen frukt (översättning Eva Mazetti-Nissen, B. Wahlström, 1975) (Glück lässt sich nicht kaufen)
- Allt har sitt pris (översättning Ingmar Forsström, Harry Apelquist, Tiden, 1975) (Alles hat seinen Preis, 1974)
- Blodigt allvar (översättning Bodil Agdler, B. Wahlström, 1976) (Die Nächte der langen Messer, 1975)
- Utan krus (översättning Sune Karlsson, B. Wahlström, 1977) (Verfolgt vom Schicksal)
- I ormens tecken (översättning Eva Mazetti-Nissen, B. Wahlström, 1978) (Gott schläft in Masuren)
- I galen tunna (översättning G. Hagwall, B. Wahlström, 1978) (Mit diesen meinen Händen)
- Generalernas fall (översättning Sune Karlsson, B. Wahlström, 1979) (Generals-Affären)
- Uppåt väggarna (översättning Sune Karlsson, B. Wahlström, 1980) (0/8-15 in der Partei)
- Lånta fjädrar (översättning Sune Karlsson, B. Wahlström, 1981) (Aufruhr in einer kleinen Stadt)

Övriga svenska översättningar
- Ingen kommer att överleva: en berättelse om Europas sista dagar (Keiner kommt davon) (översättning Helge Åkerhielm, Militärlitteraturföreningen, 1958)